# Escola de Viena de História da Arte
A Escola de Viena de História da Arte (Wiener Schule der Kunstgeschichte) foi uma corrente de estudiosos em História da Arte que iniciou-se na Universidade de Viena. 
Seus principais representantes são Alois Riegl, Max Dvorak, Julius von Schlosser e Otto Pächt.
O conceito de uma "escola" vienense da história da arte foi empregado pela primeira vez pelo crítico de arte e colecionador tcheco Vincenc Kramar em 1910; a seguir, em artigos publicados por Otto Benesch em 1920 e de Julius von Schlosser em 1934.

## Definição
A Escola de Viena de História da Arte compreende um conjunto de pensadores que entende a História da Arte como uma disciplina autônoma, sem a interferência do esteticismo kantiano e dos métodos materialistas inspirados em Hegel. 
Um traço característico da Escola de Viena é a tentativa de colocar a história da arte em uma base "científica" ("wissenschaftlich"), distanciando a arte de julgamentos históricos a partir de questões de preferência estética e bom gosto, e através da criação de conceitos rigorosos de análise através do qual todas as obras de arte pode ser compreendidas. Quase todos os importantes representantes da Escola de Viena combinaram carreiras acadêmicas como professores universitários com atividade curatorial em museus ou preservação de monumentos.
Deste modo, o que eles buscavam era uma certa autonomia dos processos criativos, cujas leis obedecem apenas ao fazer artístico, independentemente de pressões do contexto ou da genialidade do indivíduo. Nesse sentido, a História da Arte passou a ser vista de acordo como linhas de tendência, em que há uma evolução natural e contínua dos estilos, fundados de acordo com as relações próprias de cada arte com os seus métodos e seu funcionamento, e não mais com a tentativa de ilustração de uma natureza ou contexto próximos do artista. 
Decorre daí o conceito de Kunstwollen ("vontade da arte"), forjado por Riegl, e que sintetiza exatamente essa estrutura constante e linear que marca a evolução dos estilos. Como exemplo, tem-se A história da arte, de autoria de Ernst Gombrich, onde não há nenhuma dedução segundo a qual as mudanças de paradigmas históricos na arte são decorrentes de uma mudança de mentalidade social ou política, tampouco de uma genialidade que se sobressai a tudo o que foi feito antes.

## História

### História da arte Pragmática
Rudolf Eitelberger é considerado como tendo sido o "antepassado" da Escola de Viena. Ele adquiriu um profundo conhecimento da arte através do estudo privado durante a Era de Matternich , e em 1852 foi nomeado o primeiro professor de história da arte na Universidade de Viena. Sua maior preocupação era o de tornar a apreciação estética da arte mais objetiva através de dar peso às fontes históricas e fatos demonstráveis. Ele percebeu a pesquisa histórico-artístico como um pré-requisito absoluto para a elevação do gosto e para o aperfeiçoamento da arte contemporânea. Por conta desta atitude orientada para o objetivo de se tornar um dos protagonistas mais importantes do movimento historicista na arte e na arquitetura austríaca.
A primeira pós-graduação do novo programa da Eitelberger na história da arte foi Moritz Thausing, que em 1879 se tornou o segundo  ordinarius  (professor titular) da história da arte em Viena. Ele avançou para além do programa de seu professor em sua defesa de uma história da arte autônoma e promoveu a separação da história da arte a partir de estética .

### História da arte formalista
Os estudantes de Thausing Franz Wickhoff (Professor 1891) e Alois Riegl (Professor 1897) promoveu sua abordagem, na medida em que desenvolveu os métodos de análise estilística comparativa e tentou evitar todos os juízos de gosto pessoal. Assim, tanto contribuiu para a reavaliação da arte da Antiguidade tardia, que até então tinha sido desprezado como um período de declínio. Riegl em particular, como um discípulo declarado de positivismo, com foco nas qualidades puramente formais da obra de arte, e rejeitou todos os argumentos sobre o conteúdo como especulação metafísica.

### História da arte idealista
Após as mortes precoces de Riegl e Wickhoff , uma das posições da história da arte na Universidade foi preenchido por Max Dvořák, que a princípio continuou a tradição de seus antecessores. No entanto, o interesse de Dvořák gradualmente voltou-se para questões de conteúdo; isto é, precisamente as questões que, para Riegl, não foram objeto da história da arte. Dvořák, em parte influenciado pelo movimento expressionista contemporâneo na pintura alemã, desenvolveu um profundo apreço pelas qualidades formais anticlássicas do Maneirismo. O método idealista de Dvořák, que mais tarde seria chamado de "als  Kunstgeschichte Geistesgeschichte " ("história da arte como história intelectual"), encontrou seus representantes mais fortes em  Hans Tietze  e Otto Benesch.

### História da arte estruturalista
Dvořák também morreu jovem, e em 1922 Julius von Schlosser foi nomeado como seu sucessor. Schlosser encarna o tipo do , o erudito humanista clássica, e nutria um profundo apego à arte e à cultura da Itália ao longo de sua vida. Ele era um amigo íntimo do filósofo italiano Benedetto Croce e de Karl Vossler , um professor com sede em Munique das línguas românicas , sob cuja influência ele desenvolveu um método histórico-artístico baseado em modelos filológicos. Ele estabeleceu uma distinção entre o " Stilgeschichte " ( " estilo de história " ) de brilhantes artistas e suas criações únicas , e o "Sprachgeschichte" ("História da linguagem") das belas-artes, que último abraçou todo o espectro da criação artística. Entre aqueles a emergir da escola de Schlosser , além de Ernst Gombrich , eram Hans Sedlmayr e Otto Pächt , que em 1930 fundou histórico-artístico " estruturalismo ". Sua metodologia foi descrita por Meyer Schapiro como a "Nova Escola de Viena "; também tem sido descrita como a " Segunda Escola de Viena. "

### História da arte ideológica
Josef Strzygowski, que foi nomeado em 1909 , ao mesmo tempo que Dvořák , detém uma posição única na história da Escola de Viena. Ele era um opositor veemente da visão tradicional da história, no lugar do que ele defendia uma perspectiva anticlássica , anti-humanista , e anticlerical . Em oposição à visão padrão da história, que foi centrada na Grécia e Roma antigas , Strzygowski voltou sua atenção para o Oriente, onde ele pensou que tinha descoberto os vestígios de caráter original " nórdico " , que foi superior ao " Mediterrâneo. " Como ele realizou um single-minded ponto de vista tal, ele encontrou-se em oposição irreconciliável para o ramo "ortodoxo" da Escola de Viena , em especial para o "arco - humanista " Schlosser , que ao seu lado condenado Strzygowski como o " Attila da história da arte . " A disputa resultou em uma separação completa , não só ideológica, mas também física , de modo que dois institutos histórico-artístico existia dentro da Universidade , sem qualquer relação entre si. Como Strzygowski , naturalmente, não podia permitir-se a adotar os métodos de seus oponentes , ele desenvolveu um método tabular de " Planforschung ", que deveria garantir a objetividade absoluta, mas em retrospecto foi completamente impraticável e claramente destinada a justificar a sua abstrusa teorias. Visão de mundo de Strzygowski desenvolveu uma marcadamente bizarro , tendência racista que se aproximou a ideologia nazista. No entanto, seu instituto foi fechado após a sua aposentadoria em 1933. No entanto, ele deve ser creditado com a expansão dos limites da história da arte ocidental , que ele abriu para a consideração de culturas não-européias . Além disso, sua estima pela arte abstrata, que ele entendia como exclusivamente " nórdico ", foi um passo em direção a um confronto histórico-artístico com a modernidade. Com todo o cuidado, em seguida , Strzygowski também pode encontrar o seu próprio lugar hoje na história da Escola de Viena.

### Síntese
A era do nazismo significou um ponto de virada para a Escola de Viena. Numerosos estudiosos foram obrigados a emigrar e entrou em contato com as abordagens methdological de outras nações, em particular no mundo anglo-americano. Hans Sedlmayr, um nazista declarado, liderou o instituto durante a guerra, e no final da guerra a sua carreira em Viena, também chegou ao fim. Em 1946, Karl Maria Swoboda assumiu a liderança do Institut, onde construiu uma síntese das escolas anteriormente irreconciliáveis de Schlosser e Strzygowski , agora drenado de sua intransigência ideológica. Em 1963, duas posições ordinarius foram mais uma vez criadas, e foram preenchidas por Otto Pächt (um estudante de Schlosser) e Otto Demus (um estudante de Strzygowski) . De acordo com os "dois Ottos" Viena tornou-se uma "Meca der Mittelalterkunstgeschichte" ("uma Meca para a história da arte medieval") , além de oferecer excelente cobertura da arte pós- medieval através da nomeação de Fritz Novotny. Hoje Werner Hoffmann, que desenvolveu as tradições da escola e adaptou-os para um engajamento intelectual com a arte contemporânea, pode ser considerado como o herdeiro mais novo da Escola de Viena .

## Literatura selecionada
- Vincenc Kramar, "Vídeňská Škola Dejin Umění, "Volné Směry(1910) .
- Otto Benesch, "Die Wiener Schule Kunsthistorische, "Österreichische Rundschau (1920).
- Matthew Rampley, A Escola de Viena de História da Arte. Império e a política da Bolsa (University Park, 2013)
- Julius von Schlosser, "Die Wiener Schule der Kunstgeschichte : Rückblick auf ein Säkulum deutscher Gelehrtenarbeit in Österreich", Mitteilungen des Österreichischen Institut für Geschichtsforschung 13 (1934).
- Meyer Schapiro , " A Escola Nova vienense, "Art Bulletin 18 (1936).
- Wien und die Entwicklung der kunsthistorischen Methode  . Akten des XXV . Internationalen Kongresses für Kunstgeschichte 1983 , 1 (Viena, 1984) .
- Christopher S. Wood, A Escola Leitor Viena: política e arte, método histórico na década de 1930 (New York , 2000).
- Wiener Schule - Erinnerungen und Perspektiven. Wiener Jahrbuch für Kunstgeschichte 53 (2004).
- Edwin Lachnit,  Die Wiener Schule der Kunstgeschichte und die Kunst ihrer Zeit . Zum Verhältnis von und Methode Forschungsgegenstand am Beginn der Moderne (Viena, 2005).